# Aldo Bertoldi
Aldo Bertoldi (* 1961) ist ein ehemaliger Schweizer Geher.
Bei den Leichtathletik-Europameisterschaften 1990 in Split kam er im 20-km-Gehen auf den 20. Platz. Im 50-km-Gehen erreichte er bei den Olympischen Spielen 1992 in Barcelona nicht das Ziel. Bei den Leichtathletik-Weltmeisterschaften 1993 in Stuttgart belegte er über diese Distanz Rang 26 und bei den Europameisterschaften 1994 in Helsinki Rang 23.

## Persönliche Bestzeiten
- 20'000 m: 1:26:11,5 h, 20. Juli 1991, Yverdon-les-Bains (Schweizer Rekord)
- 20 km Gehen: 1:26:03 h, 12. Mai 1991, Lugano (ehemaliger Schweizer Rekord)
- 50 km Gehen: 4:03:58vh, 26. April 1992, Yverdon-les-Bains (ehemaliger Schweizer Rekord)